# Visla (město)

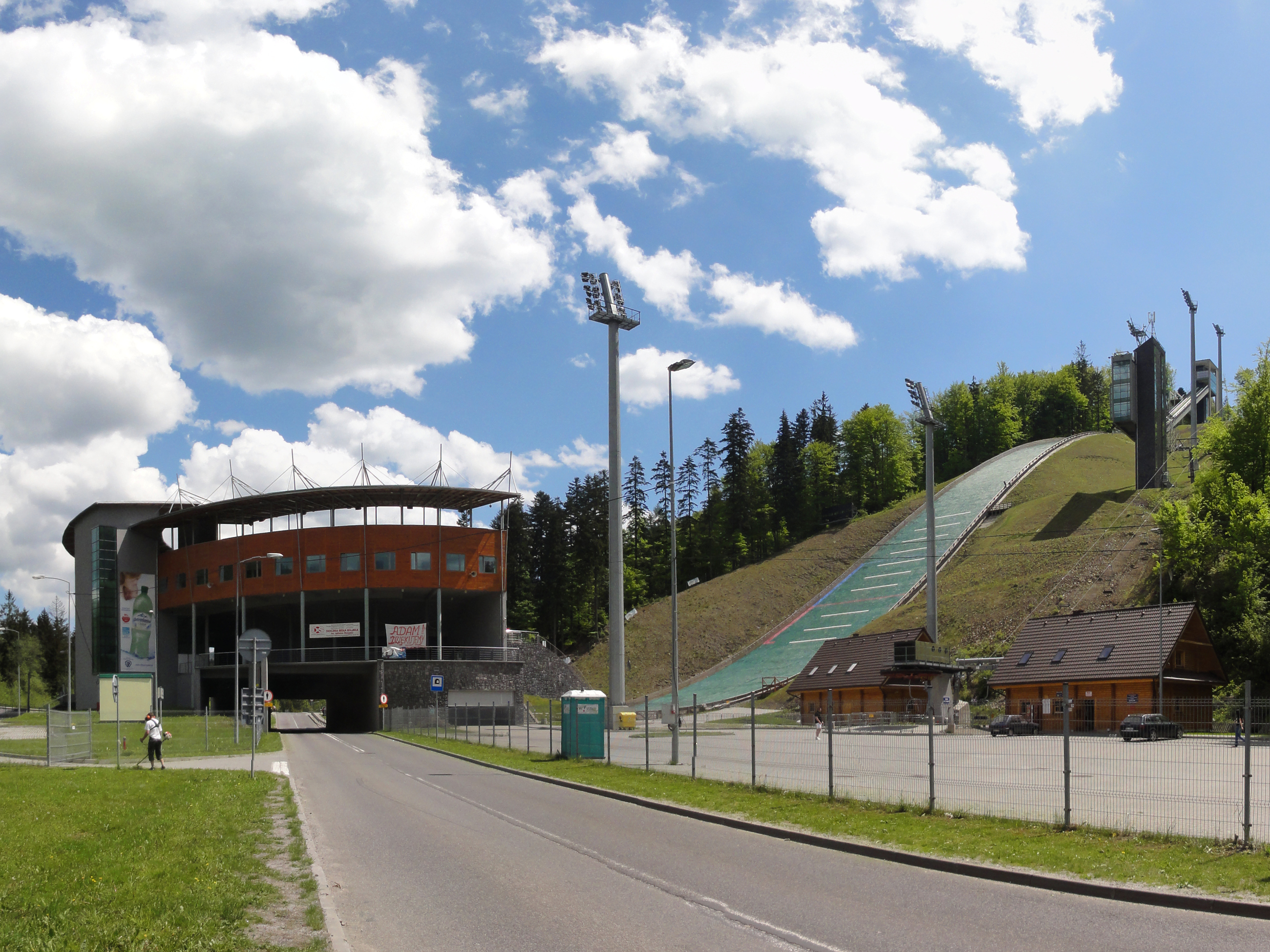
Skokanský můstek Malinka

Visla (polsky Wisła, německy Weichsel) je město v jižním Polsku ve Slezském vojvodství v okrese Těšín. Leží na území Těšínského Slezska ve Slezských Beskydech. V červnu 2024 zde žilo 10 552 obyvatel. Většina katastru města leží v krajinném parku Park Krajobrazowy Beskidu Śląskiego.
Z Visly pocházejí soudobý polský spisovatel Jerzy Pilch (nar. 1952) a skokan na lyžích Adam Małysz (nar. 1977).

## Geografie
Rozloha obce Visla činí 110,17 km², což je 5 % celého území Těšínska, přičemž až tři čtvrtiny zaujímají horské lesy. Uvnitř hranic města se nachází mimo jiné Beraní hora (Barania Góra), s 1220 metry druhý po Skrzyczném nejvyšší vrchol Slezských Beskyd a druhý po Lysé hoře nejvyšší vrchol Těšínska, a také východní svahy Velkého Sošova a Velkého Stožku. Na svazích Beraní hory pramení Černá a Bílá Viselka, které se u osady Czarne (Černé) spojují do Viselky a ta pak po spojení s potokem Malinka tvoří řeku Vislu, od niž také pochází název města. Na soutoku Černé a Bílé Viselky byla roku 1973 postavena přehrada Čerňanské jezero (Jezioro Czerniańskie).
Původní vesnice a dnešní centrum města se nachází v údolí Visly mezi Cyrhlou (701 m) a Skalnitým vrchem (728 m). Na jejím hornějším toku se rozkládá Nowa Osada (Nová osada). Ostatní městské části leží většinou v úzkých údolích jednotlivých přítoků a nesou zpravidla název právě po těchto říčkách a potocích:
- Czarne, na úpatí Beraní hory
- Dziechcinka, na úpatí Malého Stožku
- Głębce, směrem k Jistebné
- Jawornik, na úpatí Velkého a Malého Sošova
- Gościejów, na úpatí stejnojmenného vrcholu
- Kopydło, směrem k Jistebné, blíže centra
- Łabajów, na úpatí Velkého Stožku
- Malinka, směrem k Szczyrku
- Obłaziec, směrem k Ustroni
- Partecznik, na východ od centra

## Dějiny
Prvními osadníky na území dnešní Visly byli v 16. a 17. století dřevorubci ve službách těšínských knížat. Současně probíhala valašská kolonizace, v jejíž rámci byla založena vesnice zmiňovaná poprvé roku 1615. Třetí skupinou obyvatelstva osídlujícího tenkrát beskydská údolí byli luteránští uprchlíci utíkající před protireformačním útlakem z ostatních oblastí Těšínska. Hlavní zdroj obživy původních obyvatel Visly představovalo salašnické pastevectví. Dochovanou památkou tohoto období je budova hostince z roku 1794, ve které nyní sídlí Beskydské muzeum.
Ve druhé polovině 19. století byla Visla „objevena“ jakožto turistická a odpočinková lokalita. Za jejího „objevitele“ a prvního propagátora je považován polský etnograf Bogumił Hoff, který sem přijel v roce 1882 ze středopolské Radomi, když vyhledával vhodné místo pro zotavení se. O tři roky později postavil Hoff první dřevěnou vilu ve vesnici (Boží dar) a roku 1892 se v ní usadil natrvalo. Druhým nadšeným propagátorem Visly byl varšavský psycholog Julian Ochorowicz, který zde zřídil několik penzionů a založil psychologickou laboratoř navštěvovanou mnoha osobnostmi tehdejšího polského literárního a uměleckého života, mj. Marií Konopnickou a Władysławem Reymontem. Hoffův syn Bogdan postavil těsně před první světovou válkou kromě dalších penzionů a vil i lázeňský dům s lázeňským parkem (dnešní park Stanisława Kopczyńského).
Popularita Visly pokračovala po připojení obce k Polsku v roce 1920. V meziválečné době vznikla funkcionalistická zástavba kolem nově komponovaného hlavního náměstí (Hoffovo náměstí) a vesnice získala železniční spojení s Katovicemi (konečná stanice až v osadě Głębce). Roku 1927 byl dávný habsburský lovecký zámeček darován polskému prezidentovi Ignacymu Mościckému. Brzy poté však vyhořel a na jeho místě byla mezi lety 1929 až 1931 postavena nová prezidentská rezidence (tzv. Zámeček) podle návrhu Adolfa Szyszko-Bohusze, kterou navštěvují hlavy státu i v současnosti.
Roku 1962 získala Visla městská práva. Doba socialismu se vyznačovala dalším vývojem turistické infrastruktury, především hotelů a rekreačních středisek pro zaměstnance podniků v průmyslové části polského Slezska. Největším hotelovým objektem ve městě je od roku 2002 kontroverzní z hlediska architektonického a urbanistického hotel Gołębiewski s 564 pokoji.

## Kultura a sport
Ve Visle se nachází pět větších lyžařských středisek – Szoszów, Stożek, Cieńków, Nowa Osada a Klepki – a tři komplexy skokanských můstků: Centrum, Łabajów a Malinka, z nichž je Malinka největší a nejslavnější. Po rekonstrukci dokončené roku 2008 se na něm konají i mezinárodní závody včetně Světového poháru. Mezi nejznámější rodáky patří Adam Małysz (* 1977), bývalý polský skokan na lyžích. Má zde také muzeum – Galerie sportovních trofejí Adama Małysze.
Visla je jediné město v Polsku (a také na celém Těšínsku), kde převládá protestantské náboženství. 57,3 % obyvatel se hlásí k evangelické církvi augsburského vyznání a 6,2 % k ostatním evangelikálním církvím, přičemž v roce 1900 tvořili luteráni až 94,4 % obyvatelstva. Poměrně hojně jsou zastoupeni také Svědkové Jehovovi – 4,5 % obyvatel.